# Uehling-Potential

Feynman-Diagramm einer virtuellen Teilchen-Antiteilchen-Schleife (Linien mit Pfeilen) als Selbstenergie-Korrektur eines Photons (Wellenlinie)

Das Uehling-Potential, nach Edwin Albrecht Uehling, ist die Modifikation des Coulomb-Potentials der Elektrostatik durch Effekte der Quantenelektrodynamik. Die Auswirkungen dieser Modifikation nennt man auch den Uehling-Effekt. Die Korrekturen durch Uehling sind im praktischen Alltag bedeutungslos, sie liefern jedoch einen messbaren Anteil in der Lamb-Verschiebung der Energien für die Elektronen im Potential eines Atomkerns und somit für die Lage und Aufspaltung der Spektrallinien.
Die Korrekturen durch Uehling berücksichtigen, dass das elektrische Feld einer Punktladung keine Fernwirkung ausübt, sondern eine Wechselwirkung über Austauschteilchen, die Photonen, stattfindet. In der Quantenfeldtheorie kann aufgrund der Energie-Zeit-Unschärfe ein einzelnes Photon kurzzeitig ein virtuelles Teilchen-Antiteilchen-Paar bilden, sodass das Potential der Punktladung dadurch beeinflusst wird. Dieser Effekt heißt Vakuumpolarisation, da das Vakuum dadurch wie ein polarisierbares Medium erscheint. Der mit Abstand dominante Beitrag entstammt dabei vom leichtesten geladenen Elementarteilchen, dem Elektron.

## Mathematische Beschreibung
Das Uehling-Potential beschreibt die potentielle Energie V=e·Φ eines Elementarteilchens mit der Elementarladung e im Potential Φ:
{\displaystyle V(r)=-Z\alpha \hbar c{\frac {1}{r}}\left(1+{\frac {2\alpha }{3\pi }}\int _{1}^{\infty }\mathrm {d} x\,\mathrm {e} ^{-4\pi {\frac {rx}{\lambda }}}{\frac {2x^{2}+1}{2x^{4}}}{\sqrt {x^{2}-1}}\right)+{\mathcal {O}}(\alpha ^{3})}
Dabei bezeichnet
- {\displaystyle \mathrm {e} } hier die Eulersche Zahl
- {\displaystyle r} den Abstand zwischen Punktladung und betrachtetem Ort
- {\displaystyle Z} die Ladungszahl in Einheiten der Elementarladung {\displaystyle e}
- {\displaystyle \alpha } die Feinstrukturkonstante
- {\displaystyle \hbar } die reduzierte Planck-Konstante
- {\displaystyle c} die Lichtgeschwindigkeit
- {\displaystyle \lambda } die Compton-Wellenlänge des Elektrons.

Der erste Term ist das Coulomb-Potential der klassischen Elektrostatik, in Termen der klassischen Physik mit der elektrischen Feldkonstanten {\displaystyle \varepsilon _{0}}:
{\displaystyle V_{\text{C}}(r)=-Z\alpha \hbar c{\frac {1}{r}}=-Z{\frac {e^{2}}{4\pi \varepsilon _{0}}}{\frac {1}{r}}}
Der Integral-Term beschreibt die nächstführende Korrektur durch die Quantenelektrodynamik:
{\displaystyle V_{\text{QED}}(r)=-Z\alpha \hbar c{\frac {1}{r}}\left({\frac {2\alpha }{3\pi }}\int _{1}^{\infty }\mathrm {d} x\,\mathrm {e} ^{-4\pi {\frac {rx}{\lambda }}}{\frac {2x^{2}+1}{2x^{4}}}{\sqrt {x^{2}-1}}\right)}
Sie ist von zweiter Ordnung in der Feinstrukturkonstanten, da sie in quantenfeldtheoretischer Störungstheorie durch eine Schleife (vgl. Abbildung) induziert wird. Der Uehling-Term ist dabei für alle Abstände positiv, er führt also zu einer Verstärkung des Potentials. Weitere Korrekturen höherer Ordnung in der Feinstrukturkonstanten (symbolisiert durch das {\displaystyle {\mathcal {O}}(\alpha ^{3})}) entstehen durch die Berücksichtigung weiterer Schleifen.

### Näherungen

#### Für große Abstände
Das Integral ist nicht durch elementare Funktionen darstellbar, die Exponentialfunktion in diesem führt jedoch zu einer starken Unterdrückung des Effekts für große Abstände, wobei die relevante Längenskala die Compton-Wellenlänge des Elektrons ist. Zur Veranschaulichung der Größenordnung, diese beträgt nur Bruchteile eines Atomdurchmessers; bei einer Entfernung vom bohrschen Radius, dem wahrscheinlichsten Aufenthaltsort des Elektrons um ein Wasserstoffatom, ist die Abweichung bereits nur noch in der Größenordnung von 10−125. Für große Entfernungen kann das Potential genähert werden durch:
{\displaystyle V(r)\approx -Z\alpha \hbar c{\frac {1}{r}}\left(1+{\frac {\alpha }{8\pi ^{2}{\sqrt {2}}}}\left({\frac {\lambda }{r}}\right)^{3/2}\mathrm {e} ^{-4\pi {\frac {r}{\lambda }}}\right)+{\mathcal {O}}(\alpha ^{3})}.

#### Für kleine Abstände
Andererseits konvergiert das Integral im Limes kleiner Abstände {\displaystyle r\to 0} nicht, sodass das Uehling-Potential dort eine messbare Abweichung zum Coulomb-Potential generiert. Für kleine Abstände {\displaystyle \lambda /r\gg 2\pi \exp(\gamma +5/6)\approx 25,75} gilt:
{\displaystyle V(r)\approx -Z\alpha \hbar c{\frac {1}{r}}\left(1+{\frac {2\alpha }{3\pi }}\left(\ln {\frac {\lambda }{2\pi r}}-\gamma -{\frac {5}{6}}\right)\right)+{\mathcal {O}}(\alpha ^{3})}
mit der Euler-Mascheroni-Konstanten {\displaystyle \gamma }.

## Einfluss auf Energieniveaus im Atom
Da das Uehling-Potential nur für sehr kleine Abstände um den Kern einen nennenswerten Beitrag liefert, wird hauptsächlich die Energie der s-Orbitale (Drehimpulsquantenzahl ℓ = 0) von ihm beeinflusst, denn für Orbitale mit ℓ > 0 hat die Wellenfunktion im Koordinatenursprung den Wert Null.
Zur Berechnung dieses Einflusses kann quantenmechanische Störungstheorie angewandt werden. Im Gegensatz zum Potential selbst sind die Ergebnisse analytisch geschlossen darstellbar, da die auftretenden Integrationen über die Entfernung {\displaystyle r} und den Integrationsparameter {\displaystyle x} vertauschen. Die Energiekorrekturen für die nach einer quantenmechanischen Rechnung entarteten Energieniveaus {\displaystyle 2s_{1/2}} und {\displaystyle 2p_{1/2}} lauten in führender Ordnung mit der Elektronenmasse {\displaystyle m} in der Maßeinheit Elektronenvolt (eV):
{\displaystyle {\begin{aligned}\Delta E(2s_{1/2})&=-{\frac {\alpha ^{5}}{30\pi }}mc^{2}\approx -1{,}1\cdot 10^{-7}\,{\text{eV}}\\\Delta E(2p_{1/2})&=-{\frac {3\alpha ^{7}}{2240\pi }}mc^{2}\approx -2{,}4\cdot 10^{-13}\,{\text{eV}}\end{aligned}}}
Dieser Unterschied zwischen {\displaystyle \Delta E(2s_{1/2})} und {\displaystyle \Delta E(2p_{1/2})} bewirkt einen Beitrag der Ordnung {\displaystyle \alpha ^{5}} zur Lamb-Verschiebung (2,5 % der totalen Lamb-Verschiebung).
Für myonischen Wasserstoff wird der Uehling-Effekt zentral: Im Gegensatz zu anderen Größen wie der Aufspaltung durch die Feinstruktur, die gemeinsam mit der Masse des Myons skalieren, also um einen Faktor {\textstyle m_{\mu }/m_{\mathrm {e} }\approx 200} größer sind, bildet hier die leichte Elektronenmasse weiterhin die maßgebliche Größenskala für das Uehling-Potential. Die Energiekorrekturen befinden sich in der Größenordnung {\textstyle (m_{\mu }^{3}/m_{\mathrm {e} }^{2})c^{2}\alpha ^{5}}, was verglichen mit gewöhnlichem Wasserstoff um einen Faktor von absolut {\textstyle (m_{\mu }/m_{\mathrm {e} })^{3}\approx 8\cdot 10^{6}} und relativ {\textstyle (m_{\mu }/m_{\mathrm {e} })^{2}\approx 4\cdot 10^{4}} größer ist.